# Educación no formal

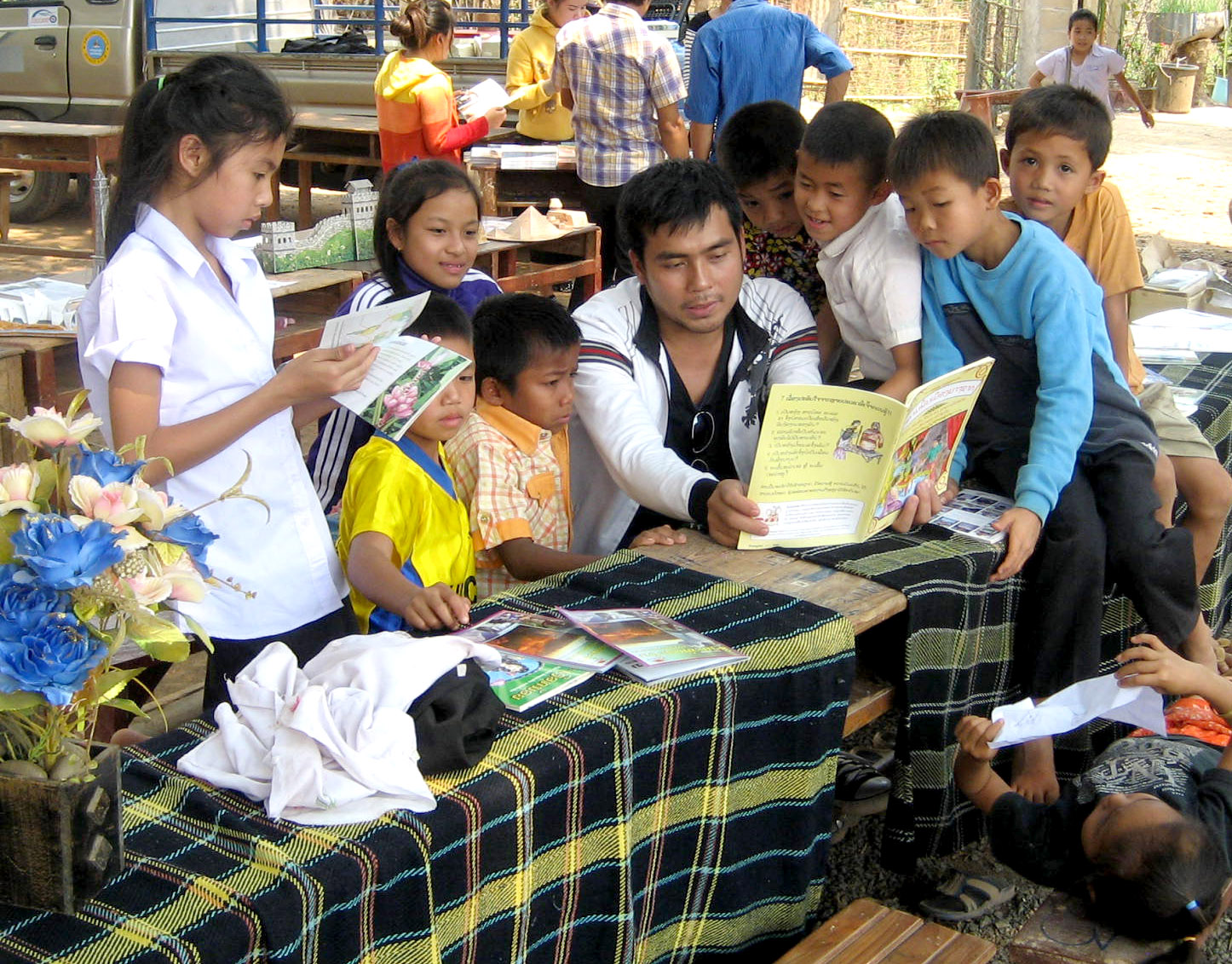
Niños leyendo en Laos.

La educación no formal (ENF) hace referencia a todas aquellas actividades que se llevan a cabo fuera del ámbito escolar, fuera de la estructura del sistema escolarizado, así mismo pretendiendo desarrollar competencias intelectuales y morales de los individuos. Se entiende como "educación no formal" al conjunto de procesos, medios e instituciones específicas y diferencialmente diseñados, en función de explícitos objetivos de formación o de instrucción, que no están directamente dirigidos a la provisión de los grados propios del sistema educativo reglado".
La educación no formal es un tipo de educación que va a comprender todos los procesos y prácticas que involucren a un grupo social heterogéneo, pero cuya estructura institucional no certifica para ciclos escolarizados, es decir, que tiene una intencionalidad educativa y una planificación del proceso enseñanza-aprendizaje, solamente que esta va a ocurrir fuera del ámbito escolar.
Una de las principales diferencias con la educación formal es que las actividades englobadas en la educación no formal son generalmente independientes unas de otras, aunque puede que algunas sean integrantes de otros sistemas más amplios de desarrollo (industrial, de salud). En algunos otros casos, también pueden estar ligadas al sistema de educación formal como algunos programas para adultos. Otras diferencias claras son sus medidas institucionales, sus objetivos educativos, su patrocinio y los grupos a los que atienden. 
También podemos encontrar semejanzas entre ambas, por ejemplo, tanto la educación no formal como la formal han sido organizadas para aumentar y mejorar el proceso de aprendizaje informal y, en algunas ocasiones, sus métodos también son muy parecidos.

## Antecedentes
El término de educación no formal se acuñó para romper con la idea de que la educación solo se podía dar en los sistemas formales de educación y que solo «era dada en las primeras etapas de vida y terminando en la juventud». Así mismo surge para satisfacer la demanda que la sociedad le hace a la educación, durante los años sesenta un análisis educativo detectó lo que en aquel tiempo se llamó «crisis mundial de la educación», crisis que en forma especial se daba en los sistemas educativos formales (escuelas). Los sistemas educativos formales se seguían manteniendo bajo los mismos medios, instituciones y principios convencionales con los que habían estado funcionando hasta el momento y difícilmente estaban en disposición de satisfacer la demanda educativa que la misma sociedad hacía. La escuela comenzaba a ser severamente cuestionada, pero a finales de los años sesenta empezó a ver la luz cuando las críticas se dirigieron de forma global a la Institución. El conjunto de estas críticas hacían que la confianza en dicha Institución, la cual se convirtió en una panacea, fuera cada vez menor.
Actualmente, y como resultado de todo esto, encontramos que la escuela sigue ocupando un lugar importante dentro de la sociedad, sin embargo, ya no es ninguna clase de monopolio educativo, en primer lugar porque la escuela es uno de los varios medios por el cual se da un proceso de enseñanza-aprendizaje momentáneo, y en segundo lugar porque el marco institucional y metodológico de la escuela no es siempre el idóneo para atender todas las necesidades y demandas educativas que se van presentando. Por lo anterior, surgió la necesidad de crear nuevos medios y entornos educativos que fueran complementados con la escuela, a los que se les nombró «no formales». Es entonces cuando a finales de los años setenta se acomoda en el lenguaje pedagógico el término «Educación no formal».
La educación no formal comenzó a ser popular en 1967 con la Internacional Conference on World Crisis in Education que se celebró en Virginia, Estados Unidos|EE. UU.]], la elaboración de un documento base para los trabajos de este congreso le fue encargado al Instituto Internacional de Planeamiento de la Educación de la UNESCO dirigido en aquel entonces por P.H. Coombs, en el cual se hacía énfasis en la necesidad de desarrollar medios educativos diferentes a los convencionales, a estos medios se les adjudicó el nombre de educación informal y formal. Para 1968, Coombs y sus colaboradores propusieron la distinción entre la educación formal, no formal e informal, en 1974 ya se definían estos conceptos de la siguiente manera: la educación formal es la institucionalizada, cronológicamente graduada y jerárquicamente estructurada, comprende desde los primeros años de escuela primaria hasta los últimos años de la universidad, la educación no formal es toda actividad educativa, organizada y sistemática que se da fuera del marco oficial de la institución escolar, para facilitar el aprendizaje a niños como a adultos, la educación informal es un proceso que se da durante toda la vida de una persona, en el cual se adquieren y acumulan conocimientos, habilidades y actitudes mediante las experiencias propias de cada individuo y la relación con el ambiente.
También para inicios de los años setenta se formaron grupos institucionalizados para el estudio de la educación no formal, así mismo, el concepto de educación no formal fue acogido por la UNESCO. Cabe destacar que el Bureau Intenational d'Éducation como revistas internacionales de educación comenzaron a dedicar números enteros al tema educación no formal. La Enciclopedia Internacional de la Educación en su tercer volumen incluyó ocho artículos específicamente dedicados a la educación no formal, en 1981 se dio el Seminario Iberoamericano sobre «Modalidades no formales en la educación de adultos», organizado por la Universidad Autónoma de Barcelona, en 1983 se celebró en Salamanca el Seminario Interuniversitario de Teoría de la Educación en el cual se abordaron conceptos de educación formal, no formal e informal, una prioridad para el futuro, y para 1991 en Llanes se celebró el X Seminario Interuniversitario de Teoría de la Educación que fue dedicado a la educación no formal.

## Autores

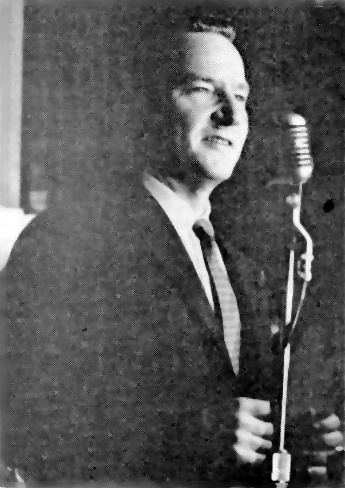
Philip H. Coombs

### Philip H. Coombs
Philip Hall Coombs, en su libro La crisis mundial de la educación (1971), resultado de la Conferencia Internacional sobre la Crisis Mundial de la Educación en 1967, es el primero en categorizar la educación según sus objetivos, sus prácticas pedagógicas, y los espacios físicos en que los que se desarrollan.
Su propuesta se sustenta en la necesidad del estudio interdisciplinar para explicar la complejidad educativa, enfatizando el reconocimiento de los «otros sistemas indefinidos de enseñanza», reconociendo la gran diversidad y confusión terminológica que existe para referirse al conjunto de actividades encontradas fuera de los espacios formales de educación, que afectan a las vidas de muchas personas y que contribuyen al desarrollo de los individuos y de las comunidades. 
En un principio, tan solo se divide la educación en dos sectores: formal e informal. Sin embargo, el autor es consciente de que este último sector abarca dos tipos de actividades: aquellas que han sido conformadas a través de intervenciones pedagógicas específicas y aquellas que no lo han sido.
Es hasta 1973 que Philip H. Coombs, con ayuda de Roy C. Prosser y Manzoor Ahamed, en un resumen escrito para le revista Perspectivas (1973) de las ideas principales de la conocida obra de Coombs y Ahmed La lucha contra la pobreza rural (1974), hacen énfasis en la necesidad de crear una «nueva terminología educativa» que permita la nueva clasificación de las diversas formas no convencionales de educación, proponiendo estos tres conceptos y definiciones:
- Educación formal: «el sistema educativo jerarquizado, estructurado, cronológicamente graduado, que va desde la escuela primaria hasta la universidad e incluye[...]»

- Educación informal: «proceso a lo largo de toda la vida a través del cual cada individuo adquiere actitudes, valores, destrezas y conocimientos de la experiencia diaria y de las influencias y recursos educativos de su entorno [...]»
- Educación no formal: «cualquier actividad educativa organizada fuera del sistema del sistema formal establecido -tanto si opera independientemente o como una importante parte de una actividad más amplia- que está orientada a servir a usuarios y objetivos de aprendizaje identificables».[6]

En esta última definición, podemos observar que el término «no formal» tan solo abarca aquellos programas educativos organizados de alguna manera no forman parte del sistema formal. No se menciona, en ningún caso, que los métodos pedagógicos utilizados sean necesariamente no convencionales.  
Un año después, en 1974, con la publicación del libro La lucha contra la pobreza rural. El aporte de la educación no formal (1974) Coombs y Ahmed proponen una nueva manera de definir la educación partiendo de una consideración «funcional» de la educación, es decir, parten del análisis de las necesidades de los estudiantes para crear medios educativos adecuados que respondan correctamente a esas necesidades. De igual manera, ven a la educación como un proceso ilimitado en tiempo y en espacios que no solo se encuentra en las escuelas o en los años que cursas en estas.  
Tomando estos aspectos en consideración crean una nueva manera de ver la educación: «un proceso permanente que se extiende desde los primeros años de la infancia hasta la edad adulta y que implica, necesariamente, una gran variedad de métodos y fuentes».  
A partir de esto, crean nuevas definiciones a los tres conceptos antes planteados, pues consideraban que las primeras dejaban mucho que desear. Ellos definen los tres sectores de la educación como:   
- Educación formal:  «es, naturalmente, el sistema educativo altamente institucionalizado, cronológicamente graduado y jerárquicamente estructurado que se extiende desde los primeros años de las escuela primaria hasta los últimos años de la universidad.»
- Educación informal: «un proceso que dura toda la vida y en el que las personas adquieren y acumulan conocimientos, habilidades, actitudes y modos de discernimiento mediante las experiencias diarias y su relación con el medio ambiente; esto es, en la casa, en el trabajo, divirtiéndose [...] En general, la educación informal carece de organización y frecuentemente de sistema; sin embargo, representa la mayor parte del aprendizaje total de la vida de una persona...»
- Educación no formal: «comprende toda actividad organizada, sistemática, educativa, realizada fuera del marco del sistema oficial, para facilitar determinadas clases de aprendizaje a subgrupos particulares de la población, tanto adultos como niños.»

Entendida de este modo, la educación no formal comprende, citando a los autores, los programas de extensión agrícola y de capacitación de agricultores, los programas de alfabetización de adultos, la formación acelerada impartida fuera de la enseñanza oficial, etc.
Educación no formal según los tipos de naciones
Coombs realiza una diferenciación del concepto de acuerdo a los tipos de naciones: industrializadas y en vías de desarrollo.

#### Naciones industrializadas
Según Coombs, la educación no formal o informal en las naciones industrializadas está encaminado a compensar y complementar las deficiencias del sistema formal de educación para satisfacer:
- Movilidad laboral; convertir impleables en empleables
- Actualización/Capacitación constante en favor de la productividad
- Mejora en la calidad de vida; enriquecer el ocio

#### Naciones en vías de desarrollo
Por sus características distintas, las naciones en vías de desarrollo utilizan la educación no formal como medio para compensar la falta de bases sólidas del sistema educativo, enfocándose en la atención a quienes jamás accedieron al sistema educativo, o en su defecto, a quienes desertaron y buscan reintegrarse a un modelo educativo.

### Gonzalo Vázquez
Para comprender mejor como diferenciar los contextos educativos -formal, informal, no formal- Vázquez (1998) considera que todos tienen relaciones de semejanzas y diferencias de acuerdo a cuatro criterios: estructuración, universalidad, duración e institución. 
- Estructuración: en este primer criterio, se habla de la forma de organización de las prácticas educativas. Está presente principalmente en la educación formal debido a que está jerárquicamente estructurada y se organiza por niveles/ciclos. También podemos encontrarla en la educación no formal gracias a que algunos tipos de programas o cursos están estructurados. En donde definitivamente no la podemos encontrar es en la educación informal, dejándola fuera de este criterio.
- Universalidad: se refiere a quienes va dirigida y a quienes afecta el tipo educativo. El aprendizaje informal afecta a todos, debido a la capacidad que tiene el ser humano de aprender de todo y todos, por lo tanto cumple con este criterio. El aprendizaje formal solo es universal en algunos niveles (educación primaria, secundaria y -en algunos países- bachillerato). El aprendizaje no formal es más específico con sus destinatarios, un ejemplo sería los programas de alfabetización para adultos mayores, que va dirigido específicamente a aquellos adultos mayores que no saben leer ni escribir.
- Duración: se refiere a la permanencia y duración de determinado contexto. El contexto formal y el no formal tienen una duración bien definida, el primero estaría definido por los años que curses en el sistema escolarizado y el segundo por lo general tiene una duración limitada en años, días y horas. Mientras que en el contexto informal tiene una duración ilimitada, debido a que abarca toda nuestra vida, nunca dejamos de aprender.
- Institución: se refiere a la institucionalización de la práctica educativa. La educación formal es la más institucionalizada, debido a que es la única que tiene una institución específica que la imparte como la escuela o las universidades. La educación no formal se puede dar dentro de una institución (como los hospitales o los museos) pero también se puede dar fuera de esta. La educación informal es la menos institucionalizada, debido a que no hay lugares específicos en los que se imparta.[9]

## Características de la educación no formal
Para la educación no formal se le han asignado nombres como «educación paralela», «no escolar», «extraescolar». Con el fin de presentarse como un parasistema no convencional del aprendizaje.
En sus características generales se encuentra que:
- Normalmente se da fuera de instituciones educativas.
- Es una educación estructurada.
- Se puede ocupar en una «educación permanente», como por ejemplo, en capacitaciones.
- Se ocupa como complemento de la educación formal.
- Es voluntaria.
- Sus contenidos abarcan áreas específicas.
- No está regulada por ningún tipo de ley.
- Está asociada a grupos y organizaciones comunitarios de la sociedad civil.
- No suele conducir a un tipo de certificación.
- Es un aprendizaje intencional visto desde la perspectiva del alumno.

## Objetivos de la educación no formal
Los objetivos de la educación no formal, se pueden enlistar de la siguiente forma:
- Crear programas educativos que propicien actitudes, valores, competencias y formas de organización social, capaces de operar en el cambio y que atiendan las necesidades existentes.
- Crear programas de capacitación que amplíen las oportunidades de empleo, mejora en el ingreso familiar y modificación de condiciones de vida.
- Transmisión de conocimientos básicos y habilidades para la comunicación y la integración de la sociedad.
- Los programas van dirigidos a personas distintas en edad, género, estatus social, raza, etc.

## Ventajas y desventajas de la educación no formal
Las ventajas de la educación no formal, se pueden clasificar de la siguiente forma:
- Se planifica al margen del sistema escolar formal.
- Existe flexibilidad en edad, horarios y en el programa de estudios.
- Tiene un fin concreto, ya que se enseñan y aprenden habilidades específicas.
- Ayuda a aumentar la alfabetización.
- Existe un amplio rango de actividades que apoyan y facilitan el aprendizaje.
- Fomenta la continuidad educativa y ayudan a que exista una educación para todos.

Las desventajas de la educación no formal, son:
- Muchas veces carece la asistencia por parte de los aspirantes.
- No se necesita ser un profesional para impartir un curso.
- Puede haber fraudes en cursos en línea.
- Cada persona es responsable de su aprendizaje y asistencia.

## Factores que influyen para que la educación no formal esté vigente
- Crecimiento de la demanda educativa.
- Rentabilidad en la inversión de la educación en comparación a la convencional.
- La tecnología de información y comunicación posibilita un aprendizaje metódico y efectivo fuera de la institución escolar, sirve de base a formas de enseñanza no presenciales y potencia enormemente el aprendizaje independiente.
- La escuela ha estado más concentrada en la transmisión del saber que en generar el «saber hacer», completamente ajena al mundo laboral, cabe destacar el desfase existente entre lo que los sistemas educativos producen en cuanto a formación profesional y los requerimientos del mercado laboral, ante tal ineficiencia, la educación no formal se ha preocupado por crear programas para solventar esta deficiencia.
- Todos los cambios en torno a la vida familiar, el mundo del trabajo, el medio urbano, la marginación, etc., crean nuevas y distintas necesidades educativas que han de ser colmadas por la educación no formal.
- La crisis escolar contribuye sin duda alguna a crear medios, recursos e incluso instituciones no formales que complementen , suplan o sustituyan la educación convencional para el beneficio de un grupo específico de individuos.

## El futuro de la educación no formal
Las tecnologías de la información y comunicación (TIC) han tenido un gran impacto en la educación. El intercambio de información, la atemporalidad y el acceso a una gran cantidad de recursos y materiales son algunas de las principales ventajas de incorporar las TIC en la práctica educativa (Ferro, Martínez & Otero, 2009).  De igual forma, las TIC han influenciado la educación no formal mediante nuevos formatos y tendencias. 
Una de las propuestas más innovadoras en la educación son los Cursos en Línea Masivos y Abiertos (MOOC, por sus siglas en inglés). Son cursos porque tienen una fecha de inicio y de término; en línea porque se accede a ellos a través de internet; masivos, porque pueden tener una gran cantidad de alumnos; y abiertos porque cualquier persona puede acceder a ellos de forma gratuita (Siemens, 2013). Aunque, en sus orígenes se creía que serían el sustituto de la educación tradicional, hoy en día son utilizados principalmente como un instrumento de formación para la vida (Aguado, 2017).
Al igual que la educación tradicional, la educación no formal evoluciona de forma vertiginosa. Se necesita que todos los involucrados estén al pendiente de las nuevas tendencias que impactan el proceso de enseñanza-aprendizaje. La educación no termina en la universidad, las personas aprendemos a lo largo de nuestra vida.

## Ejemplos
Como ya se ha mencionado con anterioridad, la educación no formal no está regulada por algún tipo de ley, por ende, no es proporcionada por alguna institución educativa y con ello, no conduce a una certificación.
- Deportes.
- Cursos de idiomas.
- Cursos de verano.
- Museos.
- Talleres.
- Cursos técnicos.
- Capacitaciones.
- Conferencias.
- Scout